# John Froelich
Pour les articles homonymes, voir Froelich.
John Froelich (24 novembre 1849 - 5 mai 1933), est un entrepreneur américain qui conçut en 1892 un  tracteur agricole équipé d’un moteur à essence. Ce tracteur est considéré comme le tout premier tracteur équipé d’un  moteur à explosion fabriqué de manière industrielle, c'est aussi le précurseur des tracteurs agricoles produits par John Deere.

## Biographie
John Froelich est né le 24 novembre 1849 à Giard (en), un village du comté de Clayton dans l'Iowa, aux USA. Il passe son enfance dans le village de Froelich (en) (une communauté fondée dans les années 1870 par son père Henry d'origine allemande) situé dans le même comté. 
Dans sa jeunesse, John Froelich s'intéressa au machinisme agricole. Il mit au point un élévateur à grains le long de la voie ferrée reliant Froelich à Beulah (en), un village voisin. Il perfectionna son élévateur pour pouvoir le placer directement sur les wagons ferroviaires plats sans démontage complet du système. Il conçut aussi un sélecteur de maïs mécanique. 
En 1890, John Froelich acheta à la société de John Charter, la Charter Gas engine Company, un  moteur à essence stationnaire horizontal d'une puissance de 4,5 ch qu'il installa sur un puits de forage, ce qui lui permit de se familiariser avec ce type de moteur. 
Plus tard, John Froelich devint régisseur de campagnes de battage mobiles dans les Grandes Plaines de l'Iowa et du Dakota du Sud. Dans cette activité, il rencontra souvent des difficultés à se procurer du charbon ou du bois pour ses machines à vapeur qui tractaient ses batteuses. Il utilisait donc des moteurs à vapeur qui brûlaient de la paille comme combustible. Par ailleurs, l'eau trop alcaline des prairies provoquait la formation de tartre dans la chaudière du moteur à vapeur. C'est ainsi qu'il envisagea de remplacer la machine à vapeur qui équipait une de ses batteuses par un moteur à essence. 

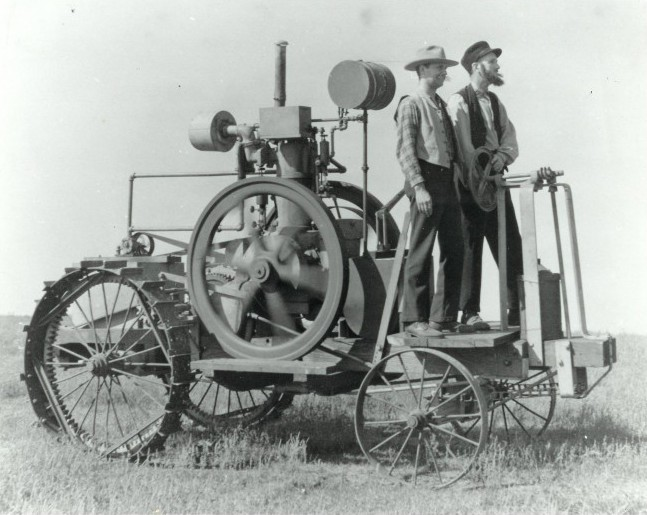
Photographie du tracteur Froelich.

Grâce à son expérience acquise avec le moteur de John Charter, John Froelich conçut alors en 1892 un tracteur équipé d’un moteur à explosion à essence avec l'aide d'un forgeron, nommé Will Mann, qui adapta un châssis de machine à vapeur Robinson sur lequel Froelich posa un moteur Van Duzen. 
Froelich utilisa son « tracteur » (à cette époque, le mot tractor, en anglais, n'existait pas encore), associé à une nouvelle batteuse, lors des moissons suivantes dans le Dakota du Sud. Le rendement de 72 000 boisseaux obtenus en 52 jours grâce à cette machine fut exceptionnel. L'invention de John Froelich est une réussite remarquable pour un engin auto-propulsé par un moteur à combustion interne, à une époque où l'emploi d'engins agricoles à base de machines à vapeur était la règle. 
Le tracteur de John Froelich n'était pas réellement le premier tracteur doté d'un moteur à essence. John Charter avait lui-même conçut en 1887 un tracteur équipé de son moteur à essence sur un châssis de machine à vapeur, ce que John Froelich ne pouvait ignorer. Mais Froelich fut le premier à assembler un moteur robuste et fonctionnel sur un châssis capable de se propulser à la fois vers l'avant et vers l'arrière , ce qui en faisait un engin maniable et fiable, adapté aux activités agricoles. C'est pourquoi de nombreux historiens considèrent la machine Froelich comme étant le premier et véritable tracteur agricole,.

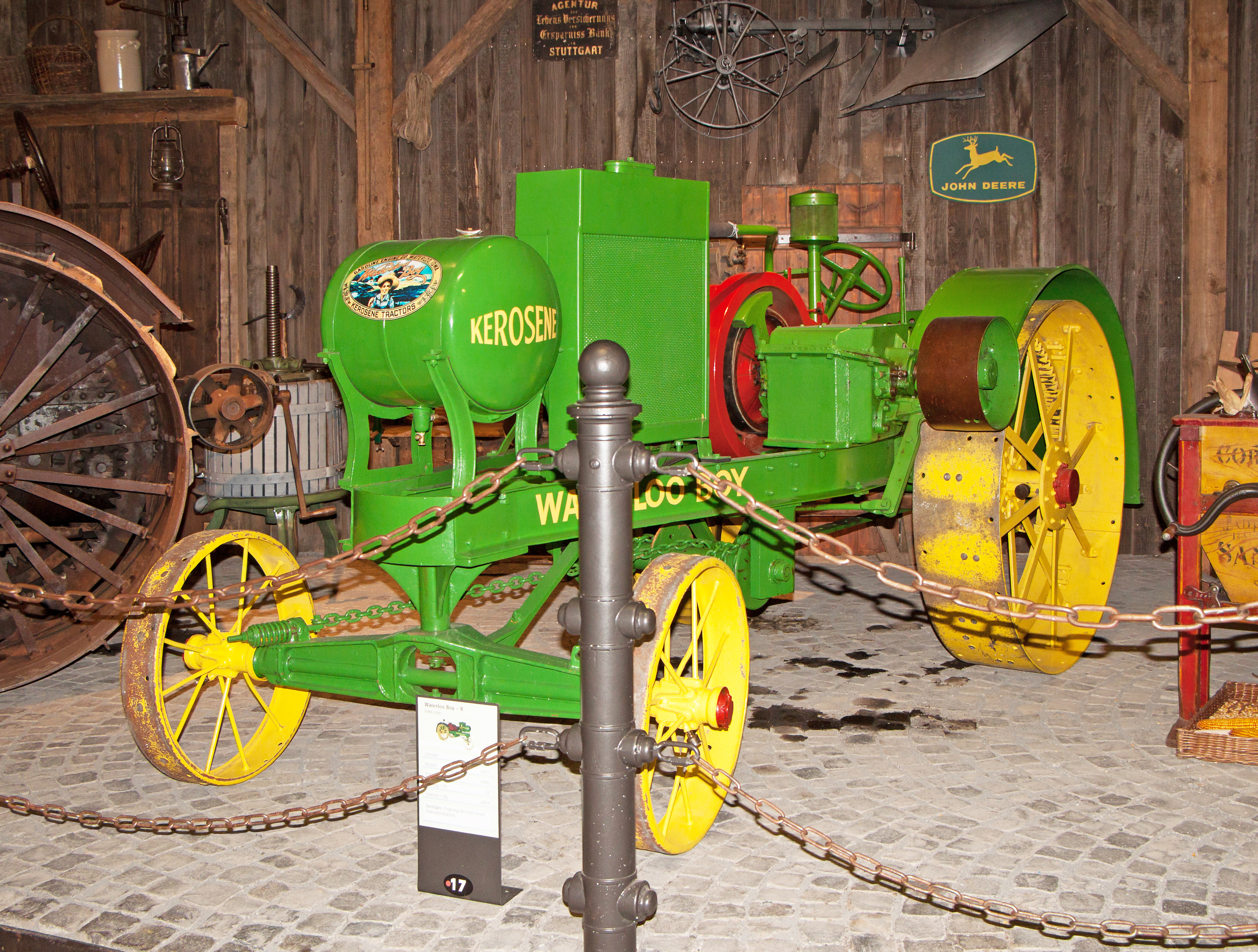
Un tracteur Waterloo Boy modèle R, successeur du tracteur Froelich.

Au début de l'année 1893, John Froelich présenta son tracteur à des hommes d'affaires de la ville de Waterloo dans l'Iowa. Intéressés, ils formèrent immédiatement une société, appelée The Waterloo Gasoline Traction Engine Company dont  John Froelich en était le président, pour fabriquer le tracteur Froelich sous le nom de Waterloo Boy Model. Quatre tracteurs furent fabriqués mais seulement deux furent vendus ; sans toutefois satisfaire leurs acheteurs qui les retournèrent. La compagnie cessa alors de fabriquer des tracteurs pour se consacrer à la fabrication plus lucrative de moteurs stationnaires à essence. John Froelich quitte la société en 1895 qui prit le nom de Waterloo Gasoline Engine Company. 
En 1911, la compagnie s'intéressa à nouveau au marché potentiel des tracteurs et tenta d'améliorer ses propres machines. En 1913, elle mit au point le modèle L-A et en fabriqua 29. En 1914, une nouvelle version de ce tracteur, le modèle R, à une vitesse, est réalisée et vendue à 118 exemplaires ; puis ce fut le modèle N avec deux vitesses qui connut également un succès. 
En 1918, l'industriel John Deere rachèta la société de Waterloo pour un montant de 2 350 000 dollars et l'incorpora dans sa propre compagnie pour proposer des tracteurs sous sa marque,.
Après avoir quitté la compagnie qu'il avait fondée à Waterloo, John Froelich  s'établit  à Dubuque (Iowa), puis s'installa
à Saint Paul (Minnesota) où il exerça la profession de financier.
John Froelich meurt dans un relatif anonymat le 5 mai 1933 à Saint Paul.

## Caractéristiques du tracteur Froelich

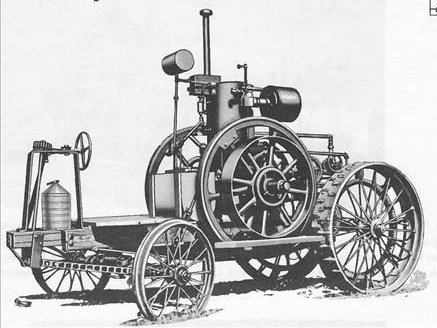
Dessin du tracteur Froelich.

Le tracteur inventé par John Froelich pouvait se déplacer en marche avant et en marche arrière. Son moteur monocylindre développait une puissance de 20 ch (14,8 KW), le piston de l'unique cylindre avait un alésage et une course de 14x14 pouces (356x356 mm).
Le moteur Van Duzen était posé sur un châssis de machine à vapeur Robinson, Froelich avait conçu lui-même les engrenages pour relier le moteur aux roues pour assurer la propulsion.